# چشمان سیاه (فیلم ۱۹۸۷)
چشمان سیاه (به ایتالیایی: Oci ciornie) فیلمی ۱۱۸ دقیقه‌ای به کارگردانی نیکیتا میخالکوف با بازی مارچلو ماسترویانی است.